# IC 109
IC 109 ist eine linsenförmige Galaxie vom Hubble-Typ SB0 im Sternbild Walfisch südlich der Ekliptik. Sie ist schätzungsweise 439 Millionen Lichtjahre von der Milchstraße entfernt und hat einen Durchmesser von etwa 140.000 Lj.

Im selben Himmelsareal befinden sich u. a. die Galaxien NGC 521, NGC 533, IC 103, IC 105.
Das Objekt wurde am 5. November 1891 vom französischen Astronomen Stéphane Javelle entdeckt.